# Xã Steubenville, Quận Jefferson, Ohio
Xã Steubenville (tiếng Anh: Steubenville Township) là một xã thuộc quận Jefferson, tiểu bang Ohio, Hoa Kỳ. Năm 2010, dân số của xã này là 4.319 người.